# Галина Николаева
Галина Николаева е руска съветска поетеса, драматург и писателка на произведения в жанра социална драма, лирика, детска литература, исторически роман и мемоари.

## Биография и творчество
Галина Николаева, с рождено име Галина Волянская, е родена на 5 февруари 1911 г. в бившето село Усманка, Новорождественская волост, Томски окръг, Томска губерния, Руска империя. Баща ѝ е адвокат, а майка ѝ е учителка. След раждането ѝ семейството се премества на 60 км северозападно, в село Мазалово. После прекарва детството си в Псков, Томск и на други места. След революцията семейството се мести в Новосибирск, където през 1930 г. завършва гимназия. През 1927 г. родителите ѝ се развеждат.
В периода 1930 – 1935 г. следва в медицинския институт в Горки (сега Приволжски изследователски медицински университет). В периода 1935 – 1939 г. е аспирант, а след това е асистент в катедрата по фармакология на института. През 1937 г. баща ѝ и съпругът ѝ са арестувани (по-късно и двамата са реабилитирани). В периода 1938 – 1942 г. работи като преподавател в Медицински колеж на Горки. Заедно с работата си започва да пише стихове.
По време на Втората световна война, първоначално и е отказана мобилизация заради сърдечно заболяване, но в началото на 1942 г. работи като лекар-доброволец в Червената армия на плаващата болница „Композитор Бородин“ (по-късно унищожен от артилерията на Вермахта), от юли 1942 г. работи като лекар във фронтовия евакуационен център № 73 на евакуационна болница № 6 на Сталинградския фронт, от 1944 г. в Сталинградската евакуационна болница № 56, а след това в болниците на Северен Кавказ. По време на евакуацията на ранените от Сталинград и тя е ранена. През последната година на войната е диетолог в евакуационна болница No 2442 в Налчик. Наградена е с медалите „За отбраната на Сталинград“ и „За доблестен труд във Великата отечествена война 1941-1945 г.“.
След войната живее в Москва от 1945 г. Същата година става член на Съюза на писателите на СССР. В периода 1947 – 1950 г. работи като кореспондент на „Литературная газета“. Първите ѝ стихотворения са публикувани през 1945 г. в списание „Знамя“. Същата година е публикувана и повестта ѝ „Смъртта на командира на армията“, който се основава на впечатленията и преживяванията ѝ като лекар край Сталинград през 1942 г., когато тя работи на санитарния кораб.
През 1950 г. е издаден романът ѝ „Жътва“, който представя следвоенното възстановяване на колхозната икономика, за хората от северното село с техните житейски сблъсъци. За романа получава наградата „Сталинска премия“. Романът е в основата на филма на Всеволод Пудовкин, „Завръщането на Василий Бортников“ от 1952 г.
През 1954 г. е и публикувана повестта ѝ „Повест за директора на МТС и агронома“. Той представя историята на млада агрономка, която се бори да подобри работата в един селски колхоз. През 1959 г. повестта е екранизирана във филма „В тишината на степта“.
През 1957 г. е издаден романът ѝ „Битка по пътя“. Той представя широка панорама на социалния живот в СССР през 50-те години, трудните пътища на новото в стопанския и обществен живот, за семейството и междуличностните отношения. Макар и лошо приет от критиката, той е добре приет от читателите, и е част от новата литература от периода на „размразяването“ от края на 50-те години в СССР. През 1961 г. романът е екранизиран в едноименния филм с участието на Михаил Улянов и Наталия Фатеева. Романът е драматизиран и многократно е поставян на сцените на театрите в СССР.
През последните години от живота си писателката страда от тежко сърдечно заболяване, заради което се нуждае от постоянна външна помощ, тъй като семейството живее предимно в селска къща.
Галина Николаева умира на 18 октомври 1963 г. в Москва, СССР. Погребана е в Новодевическото гробище.
В нейна чест, през 1969 г. в село Мазалово е поставен паметник от томския скулптор Л. Л. Майоров, Централната библиотека № 63 в Москва носи нейното име, а на къщата ѝ в Москва е поставена паметна плоча.

## Произведения
- Стихи (1945)[1][2][3][4]
- Гибель командарма (1945) – новела
- Сквозь огонь (1946) – поезия
- Колхоз „Трактор“ (1948) – очерк
- Черты будущего (1949) – очерк
- Елизар Куратов. Кузнец первого класса (1949) – очерк
- Жатва (1950) – роман
- Повесть о директоре МТС и главном агрономе (1954)
- Битва в пути (1957) – роман
Битка по пътя, изд.: „Народна култура“, София (1959, 1960, 1967, 1991), прев. Стефка Цветкова, Милка Минева, Лиляна Дамянова, Любомир Павлов, Манол Наков, Христо Кънев
- Сказки () - сборник
- Наш сад (1963) – мемоари

### Пиеси – със С. Радзински
- Василий Бортников (Высокая волна, 1952)
- Первая весна (1955)

### Екранизации
- 1953 Возвращение Василия Бортникова
- 1959 В тишината на степта, В степной тиши
- 1961 Битва в пути
- 1967 Про чудеса человеческие